# Konståret 2018

## Händelser
- Nordiska konstskolan beslutade upphöra med sin verksamhet.

## Utställningar
- 9 juni–9 september - Berlinbiennalen.[1]

## Avlidna
- 17 januari – Sture Johannesson, 82, svensk konstnär.[2]
- 23 januari – Anders Åberg, 72, svensk konstnär.[3][4]
- 12 juli – Olle Lindgren, 88, svensk konstnär.[5]
- 7 augusti - Anton Lehmden, 89, österrikisk bildkonstnär